# Brahmow
Brahmow, niedersorbisch Brama, ist ein bewohnter Gemeindeteil der Gemeinde Werben im Landkreis Spree-Neiße in Brandenburg. Bis zum 1. Oktober 1938 sowie von 1945 bis zum 1. Juli 1950 war Brahmow eine eigenständige Gemeinde. Der Ort gehört dem Amt Burg (Spreewald) an.

## Lage
Brahmow liegt in der Niederlausitz und im Osten des Biosphärenreservats Spreewald, rund sieben Kilometer nordöstlich von Vetschau und zwölf Kilometer nordwestlich von Cottbus. Benachbarte Ortschaften sind Werben im Norden, Ruben im Osten, Kleines Ende und Papitz im Südosten, Milkersdorf im Süden, Babow im Südwesten und Müschen im Westen.
Die Siedlung liegt zwischen dem Brahmower Landgraben im Südwesten und dem Gulbener Landgraben im Nordosten. Die Kreisstraße 7134 führt durch den Ort.

## Geschichte
Die erste urkundliche Erwähnung des Dorfes Brahmow findet sich im Jahr 1449 als Bramin. Für die Herkunft des Ortsnamens gibt es mehrere Deutungen: Arnošt Muka leitet den Ortsnamen vom sorbischen Namen des biblischen Abraham ab, Walter Wenzel hält eine Verbindung zum mittelhochdeutschen Wort brame = „Brombeere“ für möglich. 1488 wird der Ortsname Bramen genannt. Zum Zeitpunkt der Ersterwähnung wurde das halbe Rittergut von einer Agnes von Lawald belehnt. Im Jahr 1617 wurde das Gut Brahmow für 3200 Taler an den Cottbuser Amtshauptmann Wiegand von Hacke verkauft, der Brahmow kurz darauf an die von Klitzing verkaufte. Brahmow gehörte seit jeher zur Herrschaft Cottbus und war somit markbrandenburgisch.
Um 1733 erwarb der Baron François Mathieu Vernezobre de Laurieux das Gut und vererbte es 1748 seinem Sohn Friedrich Wilhelm Baron von Vernezobre. Nach dessen Tod wurde das Gut 1781 zwangsversteigert.
Mit dem Vorfrieden von Breslau und dem Frieden von Berlin kam Brahmow als Teil der Herrschaft Cottbus im Jahr 1742 an das Königreich Preußen und lag somit in einer preußischen Exklave innerhalb des Kurfürstentums Sachsen. Im Jahr 1806 musste Preußen die Herrschaft Cottbus an das neu gebildete Königreich Sachsen abgeben. 1809 hatte der damals als Brame bezeichnete Ort 128 Einwohner und 12½ Hufen; von den Haushalten waren zehn Halbbauern, ein Einlieger und ein Rademacher. Aufgrund der auf dem Wiener Kongress beschlossenen Teilung Sachsens im Jahr 1815 wurde Brahmow wieder preußisch. Bei der im folgenden Jahr durchgeführten Gebietsreform kam der Ort zum Kreis Cottbus im Regierungsbezirk Frankfurt in der Provinz Brandenburg.
1828 erhielt Brahmow eine Schule, zuvor wurde in den Wohnhäusern unterrichtet. Laut der Topografisch-statistischen Übersicht des Regierungsbezirks Frankfurt a.d.O. hatte Brahmow um das Jahr 1844 herum 36 Wohngebäude mit 189 Einwohnern und gehörte kirchlich zu Werben. Das Rittergut befand sich zu diesem Zeitpunkt unter der Grundherrschaft des Lt. von Oppen. 1867 hatte Brahmow 181 Einwohner, für die Gemeinde waren vier ausgebaute Gehöfte verzeichnet. Bis 1875 ging die Einwohnerzahl auf 151 zurück. Ende des 19. Jahrhunderts war der Ort noch stark sorbisch geprägt, Arnošt Muka ermittelte für seine Statistik über die sorbische Bevölkerung in der Lausitz in den 1880er-Jahren eine Bevölkerungszahl von 169 Einwohnern, davon waren 165 Sorben (98 %) und vier Deutsche. Bei der Volkszählung zum 1. Dezember 1910 hatte die Landgemeinde Brahmow 139 und der Gutsbezirk Brahmow fünf Einwohner. 1925 hatte der Ort 153 Einwohner. Durch die Auflösung der Gutsbezirke erfolgte am 30. September 1928 die Eingliederung des Gutsbezirkes Brahmow in die Landgemeinde.
Die Schule von Brahmow wurde 1937 geschlossen, da nur noch elf Kinder diese besuchten; fortan besuchten Brahmower Kinder die Schule in Werben. Am 1. Oktober 1938 erfolgte die zwangsweise Auflösung der Gemeinde Brahmow, die nach Werben eingegliedert wurde. Nach dem Ende des Zweiten Weltkrieges erlangte der Ort seine Eigenständigkeit zurück. Durch die Bodenreform in der Sowjetischen Besatzungszone wurden die Gutsbesitzer von Brahmow enteignet.
Am 1. Juli 1950 wurde Brahmow wieder nach Werben eingemeindet. Zeitgleich wechselte der Ort aus dem Landkreis Cottbus in den Landkreis Lübben. Bei der DDR-Kreisreform am 25. Juli 1952 wurde die Gemeinde Werben mit dem Ortsteil Brahmow dem neu gebildeten Kreis Cottbus-Land im Bezirk Cottbus zugeschlagen. Nach der Deutschen Wiedervereinigung lag Brahmow zunächst im Landkreis Cottbus, wo sich die Gemeinde Werben am 16. Juli 1992 zur Erledigung ihrer Verwaltungsgeschäfte mit mehreren anderen Gemeinde dem Amt Burg (Spreewald) anschloss. Bei der brandenburgischen Kreisreform im Dezember 1993 wurde Brahmow Teil des Landkreises Spree-Neiße.

## Sehenswürdigkeiten
- Das Herrenhaus Brahmow wurde Anfang des 19. Jahrhunderts als klassizistischer Bau errichtet. Es ist ein eingeschossiger Putzbau mit Mansardwalmdach und zählt zu den Baudenkmalen der Gemeinde Werben.

## Bevölkerungsentwicklung
| Jahr | Einwohner |
| ---- | --------- |
| 1875 | 151       |
| 1890 | 177       |
| 1910 | 144       |

| Jahr | Einwohner |
| ---- | --------- |
| 1925 | 152       |
| 1933 | 131       |
| 1939 | 164       |

| Jahr | Einwohner |
| ---- | --------- |
| 1946 | 196       |

Gebietsstand des jeweiligen Jahres